# Đình Bình Hòa
Đình Bình Hòa là một ngôi đình cổ, hiện tọa lạc ở số 15/77 đường Chu Văn An, thuộc phường 12, quận Bình Thạnh, Thành phố Hồ Chí Minh, Việt Nam. Ngày 7 tháng 1 năm 1993, ngôi đình đã được Bộ Văn hóa-Thông tin công nhận là di tích Kiến trúc nghệ thuật cấp quốc gia theo Quyết định số 43VH/QĐ.

## Lịch sử hình thành

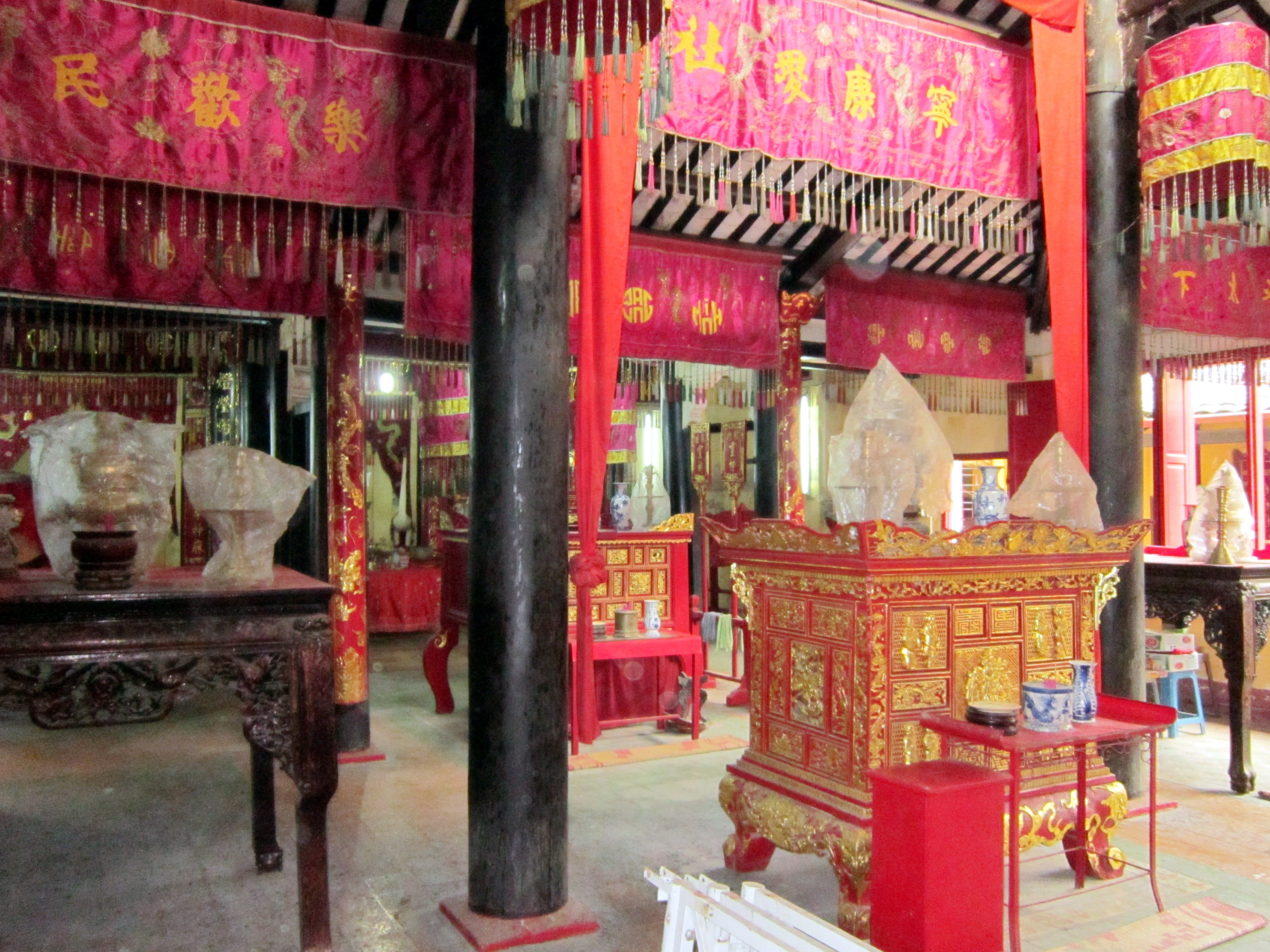
Nội thất đình

Đình Bình Hòa được xây dựng vào khoảng đầu thế kỷ 19, và sau đó được trùng tu ba lần: 
Năm 1877: trùng tu lần đầu do ông Phó tổng Lê Văn Huệ tổ chức.
Năm 1924: trùng tu lần hai do ông Hương cả Lê Văn Ý tổ chức. Trong dịp này một con đường từ nhà ông Lê Văn Ý tới đình được mở rộng để tiện cho việc rước sắc (nay là đường Chu Văn An).
Năm 1946: trùng tu lần thứ ba, đồng thời xây dựng ngôi trường bên cạnh đình (nay là trường Tiểu học Bình Hòa).
Năm 1972, dựng thêm võ ca trên sân đình, với bộ khung thép và lợp tôn. Sau năm 1975, đình bị bỏ hoang một thời gian. Năm 1990, Ban quản trị lâm thời được thành lập. Sau đó, đình được sửa chữa, tháo dỡ và cất mới một số hạng mục sau: 
Năm 1993: trùng tu phần trung điện và tiền điện của đình.
Năm 1995: phần võ ca dựng bán cố năm 1972 bị tháo bỏ cốt để lộ ra vẻ đẹp cổ kính của ngôi chính điện.
Năm 1998: đình Bình Hòa được trùng tu toàn diện.
Năm 2000: dựng lại bia ông Hổ ở sân, xây lại miếu Ngũ hành và miếu Thần nông ở hai bên cổng đình, mà ngày trước đã bị phá bỏ.
Mặc dù trải qua bao biến đổi, và được trùng tu nhiều lần, nhưng đình vẫn giữ được những yếu tố cơ bản của ngôi đình cổ Nam Bộ, và rất điển hình cho kiểu kiến trúc cổ ở Thành phố Hồ Chí Minh vào thế kỷ 19.

## Kiến trúc, bài trí

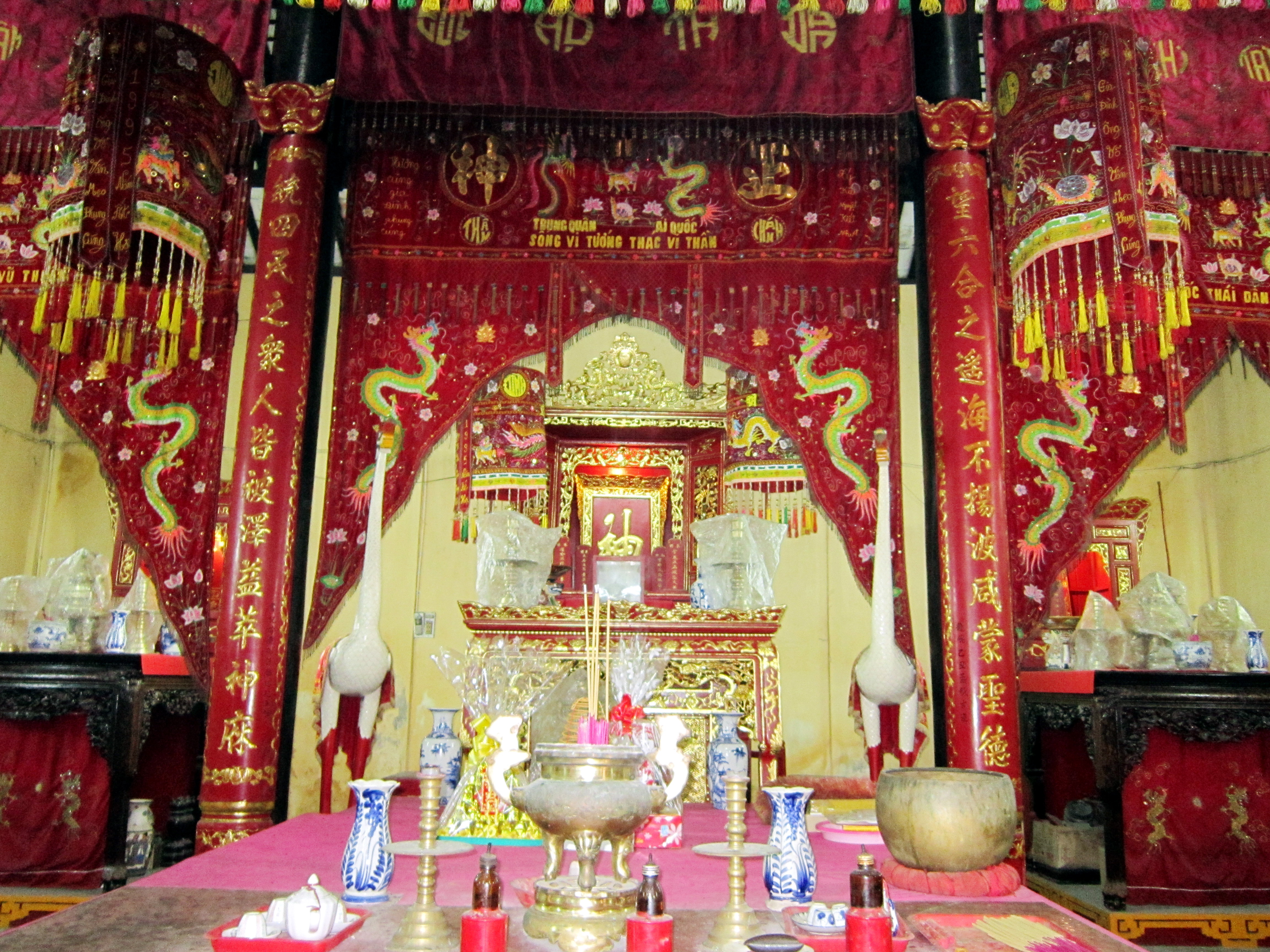
Bàn thờ thần Thành hoàng

Đình được xây dựng trên gò đất cao, quay về hướng Đông. Kiến trúc đình theo dạng hình chữ Đinh (丁), mặt bằng kiến trúc chia thành hai trục chính song song với nhau, có trục chính và trục phụ. Trục chính (từ ngoài vào) có tiền điện, trung điện và chính điện. Trục phụ nằm bên trái gồm có nhà Túc, nhà kho và nhà bếp. Giữa hai trục có một khoảng trống gọi là sân Thiên tĩnh. Lần lượt từ ngoài vào trong có:
Cổng đình được xây theo kiểu Tam quan, có bia ông Hổ, hai bên là miếu Ngũ hành và miếu Thần nông. Sân đình rộng 17 m x 25 m, và lát gạch tàu.
Ngôi chính điện có ba gian:
- Gian tiền điện: hình chữ nhật, kiểu nhà 3 gian 2 chái. Có ba cửa, mỗi cửa có 2 cánh bằng gỗ sơn son. Có 4 hàng cột bằng gỗ quý đen bóng, đường kính khoảng 0,35 m - 0,40 m, cao 6 m. hết sức quý giá Tại đây có đặt Long đình dùng để rước sắc trong dịp lễ Kỳ yên. Long đình bằng gỗ sơn son thếp vàng, được làm giống như một ngôi đình thu nhỏ.
- Gian trung điện: dựng theo kiểu tứ tượng, các xà bằng gỗ, vì kèo kẻ chuyền. Phần mái cao có lấp những tấm kính màu lấy ánh sáng. Mái có hai tầng, làm theo kiểu mái chồng diềm, đầu hồi bịt đốc. Ở giữa mái được trang trí "Lưỡng long tranh châu", hai bên là "Cá chép hóa long" bằng gốm tráng men. Có 4 bàn thờ ở trung điện: phía ngoài là bàn nghi án, bên trong có 3 bàn thờ: Hội đồng ngoại (giữa), bên trái (từ trong ra) là bàn thờ Đông Hiến, bên phải là Tây Hiến. Ở đây có hai cặp liễn đối "Giáng Long", có hình lòng máng, sơn son thếp vàng, được chạm hình rồng uốn lượn mềm mại xen những lớp mây. Hai bên trung điện có đặt dàn lỗ bộ.
- Gian chính điện được dựng theo kiểu "tứ tượng"[1], các xà gồ bằng gỗ, vì kèo kẻ chuyền kết hợp với tường hồi chịu lực. Mái chỉ có một tầng, thấp hơn mái trung điện, không gian nơi đây bị hạn chế ánh sáng từ ngoài vào, vì là nơi thờ Thần cần tạo sự mờ ảo.

Trước chính điện là bàn thờ Hội đồng nội, có bài vị đặt trên ngai chạm đầu rồng đề "Cung thỉnh Đại càn Quốc gia Nam Hải Thần Chiêu Linh Ứng Tứ Vị Thánh Nương Vương", và phía trước đặt bộ bát bửu. Cuối chánh điện là bàn thờ Thần, có bài vị đề chữ "Thần". Khám thờ thần, bàn thờ Thần đều được sơn son thếp vàng và chạm khắc. Ngoài ra, ở đây còn có khám thờ Hữu ban và Tả ban, cặp hạc gỗ đứng chầu và hai cặp tàn. Hai bên chánh điện đặt trống, mõ, chiêng, võng thờ, bạch mã. Có 3 cặp câu đối treo trên các cột, 5 bức hoành, 1 cặp liễn, 9 bàn thờ vuông bằng gỗ (ba mặt đều được chạm trổ tỉ mỉ, tinh xảo).

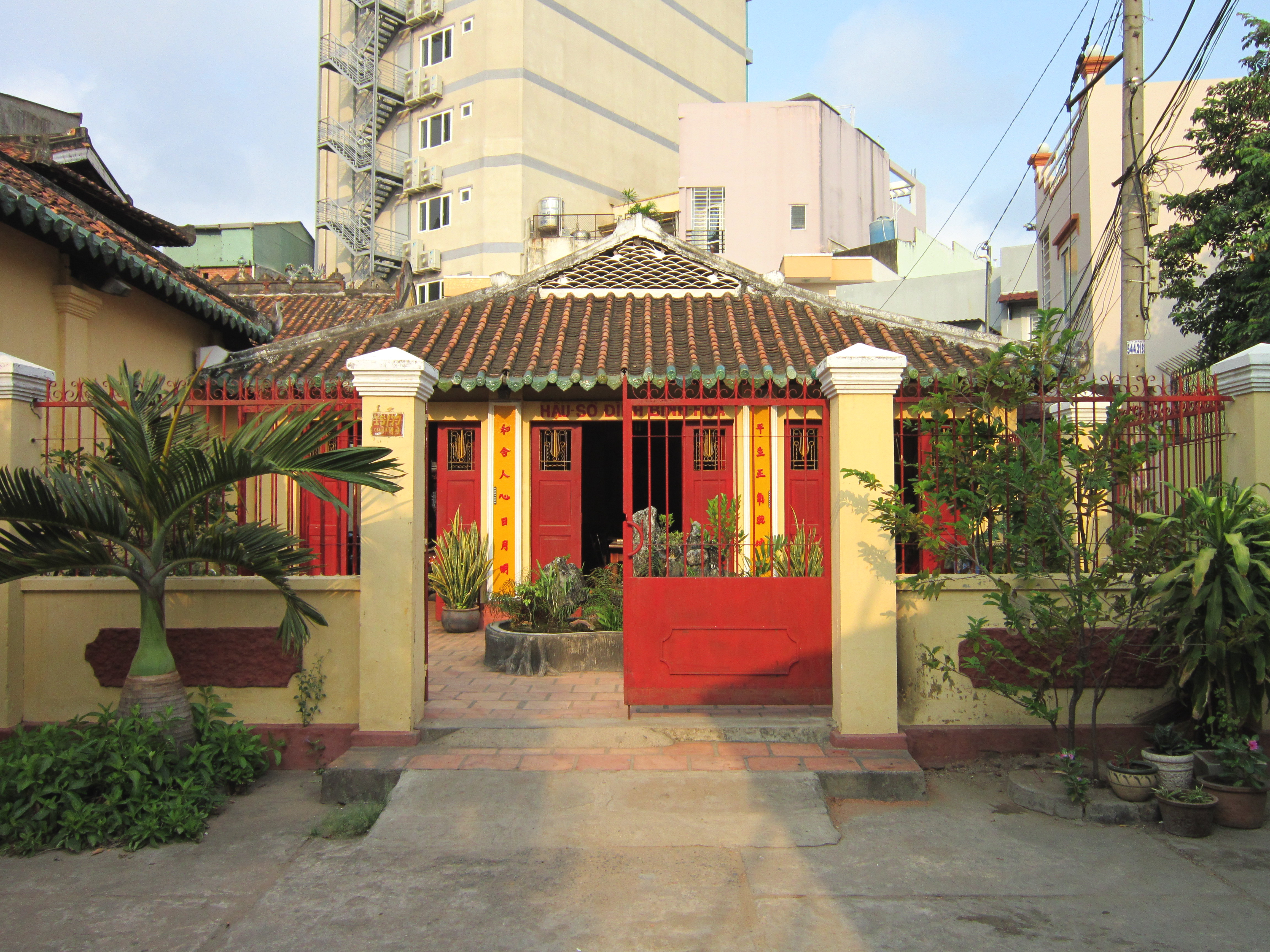
Nhà Túc kề bên ngôi chính điện

Bên trục phụ của đình có nhà Túc, nhà kho và nhà bếp. Đây là một dãy nhà ba gian hai chái nằm song song với trục chính. Trong nhà Túc có ba bàn thờ: Tiền hiền -Hậu hiền, Anh hùng liệt sĩ và Tiền vãn-Hậu vãn.

## Lễ hội, hiện vật quý

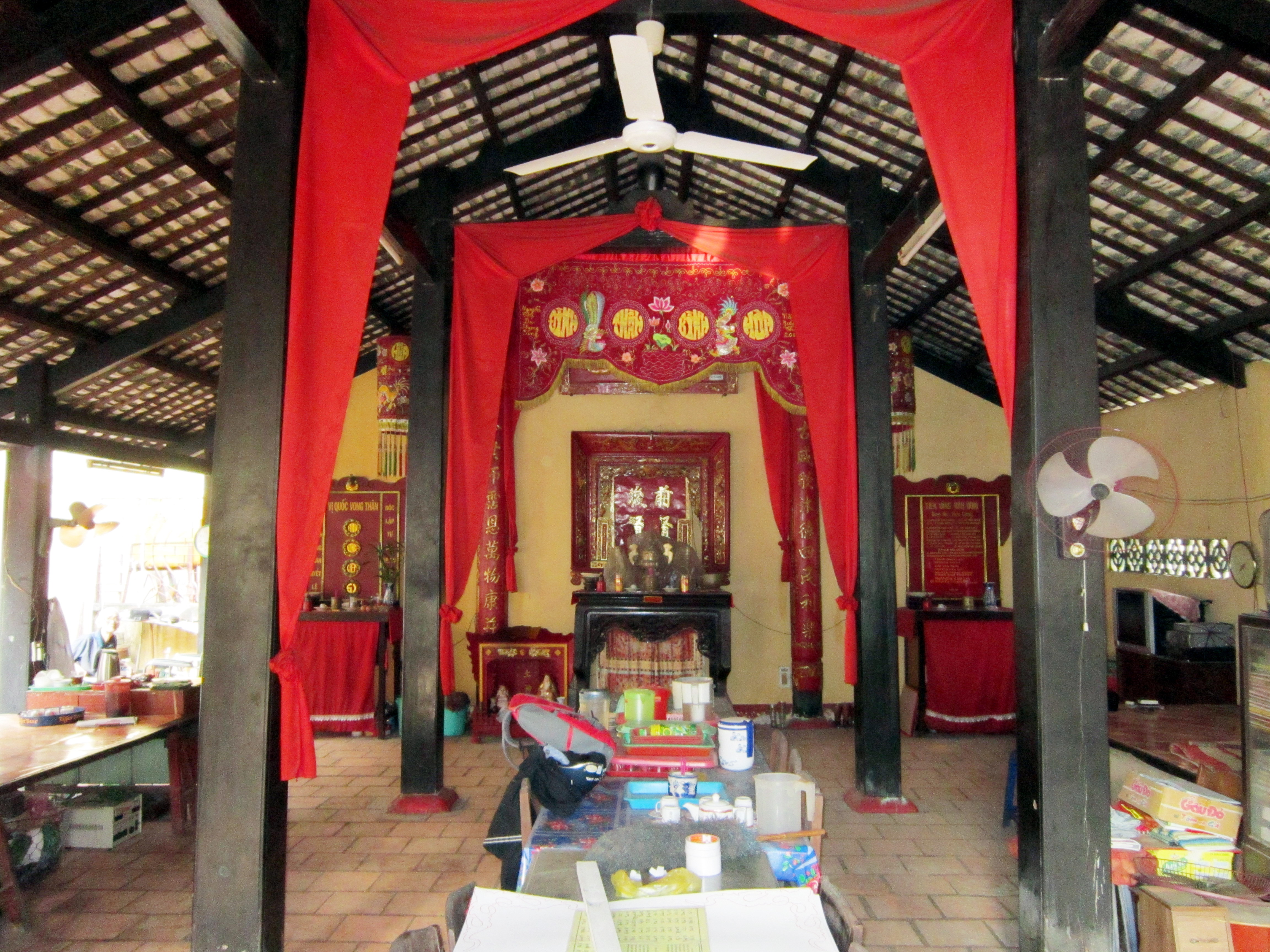
Trong nhà Túc của đình Bình Hòa

Vị thần được thờ chính tại đình Bình Hòa là Thành hoàng Bổn cảnh, được vua Tự Đức sắc phong vào năm Quý Sửu (1853) . Hiện tại, căn cứ theo bài vị đặt ở bàn thờ Hội đồng nội (đã dẫn trên), thì đình còn thờ thêm "Tứ Vị Thánh Nương" . Hàng tháng đình cúng hai ngày 15 và 30. Trước đây, lễ Kỳ yên (cầu an) là lễ lớn nhất tại đình, và được tổ chức suốt 3 ngày đêm. Hiện nay, lễ ấy được giản lược rất nhiều, và chỉ diễn ra hai ngày (10-11 tháng 09 âm lịch, nghi lễ rất trang nghiêm có nhạc lễ và có lễ xây chầu-đại bội. Lễ vật chính cúng thần không nhất thiết phải là tam sanh như lệ xưa mà chỉ là mâm cỗ với nhiều món ăn...
Ngoài bộ cột quý, trong đình hiện còn lưu giữ 39 hiện vật có giá trị khác. Đáng chú ý là 5 bàn thờ bằng gỗ được chạm trổ tinh xảo; hai bát nhang gốm Sài Gòn xưa, sắc phong của vua Tự Đức, v.v...